# Frans Debrabandere
Frans J.A. Debrabandere (Kuurne, 18 mei 1933) is een Belgisch filoloog.

## Levensloop
Debrabandere heeft zijn humaniora afgelegd in het Sint-Amandscollege te Kortrijk. In 1956 behaalde hij aan de Katholieke Universiteit Leuven zijn licentiaat in de Germaanse filologie. Hij doctoreerde in 1965.
Na zijn professionele loopbaan volledig in Brugge te hebben doorgebracht, verhuisde hij in 2010 opnieuw naar Kortrijk.

## Prijzen
Debrabandere behaalde verschillende prijzen:
- Laureaat universitaire wedstrijd van de K.U.Leuven (1955-1956)
- Doctor Dupontprijs (1965)
- Prijs voor Taalkunde van de Koninklijke Vlaamse Academie voor Taal- en Letterkunde (1966)
- Doctor Jan Graulsprijs van de Koninklijke Academie voor Nederlandse Taal- en Letterkunde (1979)
- ANV-Visser Neerlandiaprijs (1999)
- Witteryck Juweel (2000)
- Rheinlandtaler (2001)
- Kruyskamp-prijs van de Maatschappij der Nederlandse Letterkunde (2009) voor zijn Oost-Vlaams en Zeeuws-Vlaams etymologisch woordenboek (2005)
- Gulden Spoor voor Culturele Uitstraling (2012)
- VVA-prijs (2017)
- Marnixring erepenning (2019)

## Loopbaan
- Debrabandere was docent in pedagogisch hoger onderwijs Nederlands en Duits van 1958 tot 1994, in Brugge.
- Van 1983 tot 1984 was hij hoofdmedewerker van het Nederlands Taalonderwijs voor de Nederlandse Taalunie in Den Haag.
- In 1969 werd hij lid van de Koninklijke Commissie voor Toponymie en Dialectologie. Hij werd in 1973 secretaris van de Vlaamse afdeling, en sedert 1985 is hij secretaris-generaal.
- Vanaf 1970 was Debrabandere lid van de straatnamencommissie voor de stad Brugge.
- In de periode 1972 tot 2000 was hij lid van de Provinciale Commissie voor Geschiedenis en Volkskunde.
- Van 1973 was hij lid, en van 1979 ondervoorzitter van de Koninklijke Commissie van advies voor plaatsnaamgeving West-Vlaanderen.
- Hij is lid van de Provinciale Commissie voor Taal en Letteren sinds 1983.
- In 1966-67 werkte hij mee aan radiopraatjes over familienamen voor BRT2 West-Vlaanderen, en in 1983-85 aan taaltips voor BRT1.
- Hij was lid van de redactie van Doceo van 1965 tot 1972, hoofdredacteur van De Leiegouw sinds 1959, lid van de redactie van Nu Nog van 1976 tot 1979, van Nederlands van Nu sedert 1979, redactielid sinds 1980 en -secretaris sinds 1989 van Brugge die Scone.
- Hij is medestichter, secretaris (van 1958), ondervoorzitter (van 1961), voorzitter (van 1981) van De Leiegouw uit Kortrijk.
- Debrabandere was bestuurslid, secretaris en (onder)voorzitter van het West-Vlaams Verbond van Kringen voor Heemkunde in de periode 1962 tot 1994.
- Van de Vereniging Algemeen Nederlands (voorheen VBO) is hij secretaris sinds 1963, voorzitter van de afdeling West-Vlaanderen van 1973 tot 2000, lid van het hoofdbestuur sedert 1971, ondervoorzitter sedert 1976, en algemeen voorzitter in de periode 1979 tot 1998 en sinds 1999.
- In 1963 was hij de medestichter van de Vlaamse Vereniging voor Familiekunde.
- Van 1993 tot 2006 was hij voorzitter van de Raad voor Cultuur van de provincie West-Vlaanderen.
- Hij was lid van de Raad van Advies voor het Vroegmiddelnederlands Woordenboek te Leiden van 1993 tot 2000.
- Van 1995-2009 was hij redacteur van het Etymologisch woordenboek van het Nederlands in Amsterdam.
- Sinds 2001 is hij voorzitter van de begeleidingscommissie voor het Oudnederlands Woordenboek in Leiden.

## Publicaties
- Kortrijkse persoonsnamen omstreeks 1400 (1958)
- Studie van de persoonsnamen in de kasselrij Kortrijk 1350-1400 (1970)
- Van voornaam tot achternaam (1971)
- Persoonsnamen in het Kortrijkse 1300-1350 (1971)
- STALLAERTs glossarium van verouderde rechtstermen, kunstwoorden en andere uitdrukkingen uit Vlaamse, Brabantse en Limburgse bronnen (derde deel P-W) (1977)
- Kortrijkse naamkunde 1200-1300 (1980)
- Het Kortrijkse dialekt (1986)
- Verklarend woordenboek van de familienamen in België en Noord-Frankrijk (1993), grondig herziene uitgave (2003).
- Kortrijks woordenboek (1999)
- Wat woorden weten (2000)
- West-Vlaams etymologisch woordenboek: De herkomst van de West-Vlaamse woorden (2002)
- Oost-Vlaams en Zeeuws-Vlaams etymologisch woordenboek: De herkomst van de Oost- en Zeeuws-Vlaamse woorden (2005)
- Zeeuws etymologisch woordenboek: De herkomst van de Zeeuwse woorden (2007)
- Brabants etymologisch woordenboek: De herkomst van de woordenschat van Antwerpen, Brussel, Noord-Brabant en Vlaams-Brabant (2010)
- Limburgs etymologisch woordenboek: De herkomst van de woorden uit beide Limburgen (2011)
- Mijn familienaam: waar komt die vandaan? (2012)
- Meer dan 1000 bijdragen en boekbesprekingen over naamkunde, dialect, etymologie en taalzorg